# Elizabeth Muyovwe
Elizabeth Nkombo Chona Muyovwe (21 novembre 1956 - 31 janvier 2021), communément appelée Elizabeth Muyovwe, était une juge de la Cour suprême de Zambie.

## Contexte et éducation
Elle est née en 1956. Son père est Mainza Chona (1930 à 2001), ancien vice-président de la Zambie (1970 à 1973) et ambassadeur de Zambie en Chine (1984 à 1989). En 1979, elle est diplômée de l'Université de Zambie, en faculté de droit, avec un baccalauréat en droit. Elle a été admise au Barreau de Zambie en 1981.

## Antécédents professionnels en Zambie
Pendant une période de six ans, de 1981 à 1987, elle a travaillé pour le ministère zambien des affaires juridiques, en tant que procureure de l'État et en tant que conseillère juridique principale adjointe. Elle a ensuite été embauchée par Lima Bank Limited, en tant que juriste principale, y servant de 1988 à 1991. Elle a simultanément été associée de recherche à temps partiel pour "Les femmes et le droit en Afrique australe", entre 1989 et 1993. Elle a été vice-présidente du Lands Tribunal de 1996 à 1998 et a été directrice de la Legal Aid Clinic for Women entre 1991 et 1998.
De 1999 à 2003, elle a enseigné à temps partiel à l'Institut zambien de formation juridique avancée (ZIALE), dans le domaine des relations familiales. En 1998, elle a été nommée juge à la Haute Cour de Zambie, responsable de la Haute Cour de Livingstone, en Zambie. En 2010, le président Rupiah Banda l'a nommée à la Cour suprême et sa nomination a été ratifiée par le parlement le 30 octobre 2010.

## Antécédents professionnels aux Nations Unies
En 2002, la juge Elizabeth Muyovwe a été nommée juge suppléante du Tribunal spécial des Nations Unies pour la Sierra Leone,.

## Décès
La juge Elizabeth Muyovwe est décédée de la COVID-19 lors de la pandémie de Covid-19 en Zambie le 31 janvier 2021.